# Brother to Brother
Brother to Brother è un film statunitense del 2004 diretto, sceneggiato e prodotto da Rodney Evans.
Il film ha debuttato, per la prima volta, al Sundance Film Festival del 2004 per poi essere distribuito in alcuni festival del cinema gay e lesbo. L'opera ha avuto anche una limitata uscita nelle sale cinematografiche alla fine del 2004.

## Trama
Uno studente d'arte di nome Perry fa amicizia con un anziano senzatetto di nome Bruce Nugent, che risulta essere stato una figura importante nel rinascimento di Harlem. Ricordando le sue amicizie con altri importanti personaggi di Harlem, Langston Hughes, Aaron Douglas, Wallace Thurman e Zora Neale Hurston Bruce racconta alcune delle sfide che ha dovuto affrontare come giovane scrittore nero e gay negli anni '20. Perry scopre che le sfide dell'omofobia e del razzismo che sta affrontando nel XXI secolo sono strettamente parallele a quelle di Bruce.

## Accoglienza

### Incassi
Il film ha incassato complessivamente 80.906 dollari americani.

### Critica
Sull'aggregatore di recensioni Rotten Tomatos il film ha ottenuto il 77% di critiche positive con un voto medio di 6.7/10. Su Metacritic Brother to Brother ha ottenuto un voto di 57/100 basato su 18 critici.

## Riconoscimenti
- 2004 - Gotham Awards
  - Candidatura - miglior interprete emergente a Anthony Mackie
  - Candidatura - miglior regista emergente a Rodney Evans
- 2004 - Miami Gay and Lesbian Film Festival
  - Vinto - premio della giuria per il miglior film
- 2004 - New York Lesbian and Gay Film Festival
  - Vinto - premio avanguardia
- 2004 - Philadelphia International Gay and Lesbian Film Festival
  - Vinto - premio della giuria per il miglior film
- 2004 - Outfest Grand
  - Vinto - premio della giuria per il miglior attore: Roger Robinson
  - Vinto - migliore interpretazione americana
- 2004 - San Francisco International Lesbian & Gay Film Festival
  - Vinto - premio del pubblico nella categoria miglior film
- 2004 - Sundance Film Festival
  - Vinto - premio speciale della giuria nella categoria drammatica
  - Candidatura - Gran Premio della giuria nella categoria drammatica
- 2005 - GLAAD Media Awards
  - Candidatura - miglior film della piccola distribuzione
- 2005 - Glitter Awards
  - Vinto - miglior film indipendente a tematica gay
- 2005 - Independent Spirit Awards
  - Candidatura - miglior performance al debutto: Anthony Mackie
  - Candidatura - miglior personaggio secondario maschile: Rodney Evans
  - Candidatura - miglior sceneggiatura: Rodney Evans
  - Candidatura - miglior opera prima